# Semaprochilodus varii
Semaprochilodus varii är en fiskart som beskrevs av Castro, 1988. Semaprochilodus varii ingår i släktet Semaprochilodus och familjen Prochilodontidae. Inga underarter finns listade i Catalogue of Life.